# Gonzalo López-Gallego
Gonzalo López-Gallego (Madrid, 27 de juny de 1973) és un director de cinema, editor i guionista espanyol.

## Trajectòria
L'any 2000 realitza el seu primer llargmetratge, Nómadas (Millor Pel·lícula Estrangera en el Festival de Cinema Independent de Nova York, Premi Especial del Jurat al Festival de Màlaga).
En 2003 dirigeix Sobre el Arcoiris, pel·lícula experimental rodada en anglès i espanyol a la ciutat de Berlín. (Considerada per la revista Nuebo nº10, de febrer de 2023, una de les 50 pel·lícules de culte del cinema espanyol).
El seu següent llargmetratge, El rey de la montaña, protagonitzat per Leonardo Sbaraglia i María Valverde va guanyar el Gran Premi Méliès de Cinema Fantàstic Europeu de Plata a Amsterdam, Millor Actor, Millor Actriu i Millor Fotografia al Scream Fest de Los Angeles.
El 2010 rep el Premi Eloy de la Iglesia al Festival de Cinema Espanyol de Màlaga que reconeix el treball de joves artistes la trajectòria dels quals es desvia de les normes establertes.
El 2011, produït per Weinstein Company, dirigeix Apollo 18 una pel·lícula de ciència-ficció de metratge trobat amb un pressupost de 5 milions de dòlars sobre una missió secreta de la NASA a la Lluna, que recapta arreu del món més de 25 milions de dòlars en taquilla.
En 2013 acaba Open Grave, protagonitzada per Sharlto Copley, Thomas Kretschmann i Joseph Morgan i produïda per Atlas Independent.
El 2016, dirigeix The Hollow Point un potent western modern protagonitzat per Ian McShane, Patrick Wilson, James Belushi, Lynn Collins i John Leguizamo. Tres anys després, dirigeix Backdraft 2, produït per Raffaella De Laurentiis, i algunes produccions televisives, com Néboa, per a televisió espanyola.
En 2022 repeteix amb Ian McShane com a protagonista i dirigeix American Star, una producció europea independent d'Aquí i Allí Films i EMU Films, amb Nora Arnezeder, Adam Nagaitis i Fanny Ardant.
Entre 2021 i finals de l'any 2023 roda La sombra del tiburón, un projecte inclassificable que es mou entre l'experimental i el fantàstic. Pel·lícula de producció pròpia molt personal, amb un  petit elenc d'actors i, - exceptuant la banda sonora de Rematada -, sense equip tècnic. Premiada amb el Premi al millor director al Festival Fantasporto 2024.

## Filmografia

### Editor
- No sé, no sé (1998)
- Musas (1998)
- Insomnio de una noche de verano (1999)
- Soirée (2000)
- Nómadas (2001)
- Entre abril y julio (2002)
- Sobre el arco iris (2003)
- Thumbs Up (2005)
- Verano o Los defectos de Andrés (2006)
- El rey de la montaña (2007)
- No se preocupe (2008)
- La piel azul (2 episodis, 2010)
- Open Grave (2013).
- The Hollow Point (2016)
- Backdraft 2 (2019)
- American Star (2024)[8]
- La sombra del tiburón (2024)

### Guionista
- Musas (1998)
- Nómadas (2001)
- Sobre el arco iris (2003)
- Thumbs Up (2005)
- El rey de la montaña (2007)
- La sombra del tiburón (2024)

### Director
- Musas (1998)
- Nómadas (2001)
- Sobre el arco iris (2003)
- Thumbs Up (2005)
- El rey de la montaña (2007)
- La piel azul (2 episodios, 2010)
- Apollo 18 (2011)
- Open Grave (2013)
- The Hollow Point (2016)
- Backdraft 2 (2019)
- American Star (2024)
- La sombra del tiburón (2024)